# Auce

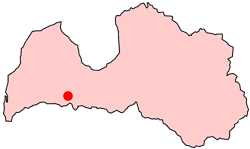
Localização de Auce na Letónia.

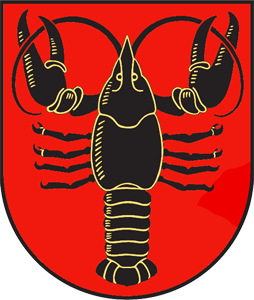
Brasão de Auce.

Auce é uma cidade da Letônia fundada em 1924. Possui uma área de aproximadamente 43,7 km², população de 2712 pessoas (2016), e densidade demográfica de 94 habitantes/km².